# Klettgau
Klettgau là một xã ở huyện Waldshut trong bang Baden-Württemberg thuộc nước Đức. Tại đây có đường biên nối với Thụy Sĩ ở Erzingen đến Trasadingen ở tổng Schaffhausen.